# 威尔伯福斯·伊夫斯
威尔伯福斯·伊夫斯（英語：Wilberforce Eaves，1867年12月10日—1920年2月10日），英国男子网球运动员。他曾代表英国参加1908年夏季奥林匹克运动会网球比赛，获得男子单打铜牌。他也曾参与第一次世界大战。